# Konwencja o ochronie gatunków dzikiej flory i fauny europejskiej oraz ich siedlisk
Konwencja o ochronie gatunków dzikiej flory i fauny europejskiej oraz ich siedlisk, konwencja berneńska – dotycząca głównie wspólnej europejskiej ochrony gatunków zagrożonych i ginących, oraz ich siedlisk naturalnych, podpisana w Bernie (Szwajcaria) 19 września w 1979 roku. Depozytariuszem jest Sekretarz Generalny Rady Europy, językami autentycznymi angielski i francuski. Obowiązuje od 1 czerwca 1982 r.
Polska ratyfikowała ją 13 września 1995 r. Konwencja obowiązuje w Polsce od 1 stycznia 1996 roku.